# Arco de Caracalla (Djémila)
El Arco de Caracalla es un arco de triunfo romano de principios del siglo III, ubicado en el yacimiento arqueológico de la ciudad de Djémila (también llamada Cuicul) en Argelia. La estructura, de un solo arco (fórnix) se construyó en el camino que llevaba a Sétif y se convirtió en la entrada al foro severo de la ciudad.

## Historia
El arco fue erigido en el año 216 en honor del emperador Caracalla, de su madre Julia Domna y de su padre fallecido Septimio Severo.
En 1839, el príncipe Fernando Felipe de Orleans observó el arco durante una expedición y planeó transportarlo a París, donde pretendía erigirlo con la inscripción "L'Armée d'Afrique à la France" ("El Ejército de África, para Francia"). Tras su muerte en 1842, el proyecto, que estaba a punto de llevarse a cabo, fue abandonado.
El arco, junto al resto del yacimiento arqueológico de Djémila, forma parte de lista de Patrimonio de la Humanidad de la Unesco desde 1982.

## Descripción
La construcción, de un solo arco, alcanza una altura de 12,5 metros, un ancho de 11,6 metros y una profundidad de 3,9 metros. A ambos lados del arco, en los pilones, hay nichos, cada uno enmarcado por un par de columnas  de fuste liso sobre pedestales rematadas por capiteles corintios, separadas de la pared y colocadas por parejas sobre un mismo pedestal. Cada par de columnas sostiene un entablamento formado por diversas cornisas, coronado a su vez por un pequeño edículo con frontón que se alza hasta lo alto del ático. Los ángulos de las dos paredes laterales están enmarcados por pilastras con decoración de acanto en su parte superior. 
El arco del vano está construido con dovelas y el conjunto está delimitado por cornisas. 
En la parte superior del ático aún se observan tres bases que originalmente sostenían estatuas de los miembros de la familia imperial.